# Maroubra perserrata
Maroubra perserrata és una espècie de peix de la família dels singnàtids i de l'ordre dels singnatiformes.

## Morfologia
- Els mascles poden assolir 7,2 cm de longitud total.[4][5]

## Reproducció
És ovovivípar i el mascle transporta els ous en una bossa ventral, la qual es troba a sota de la cua.

## Hàbitat
És un peix marí i de clima temperat que viu fins als 15 m de fondària.

## Distribució geogràfica
És un endemisme del sud d'Austràlia.